# Vályogépítkezés

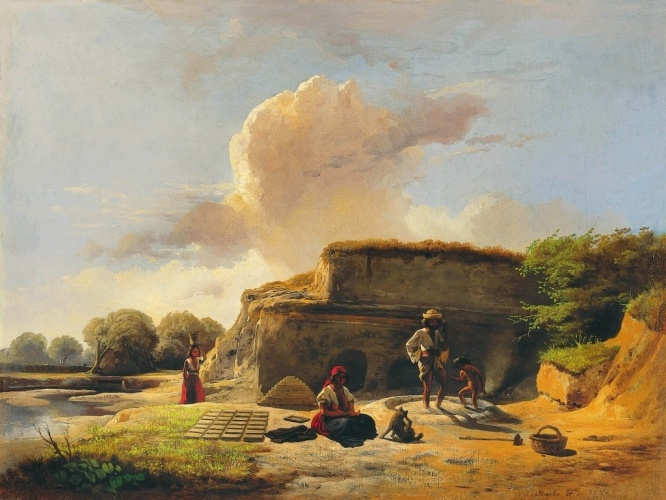
Markó Ferenc: Vályogvetők (1870 körül)

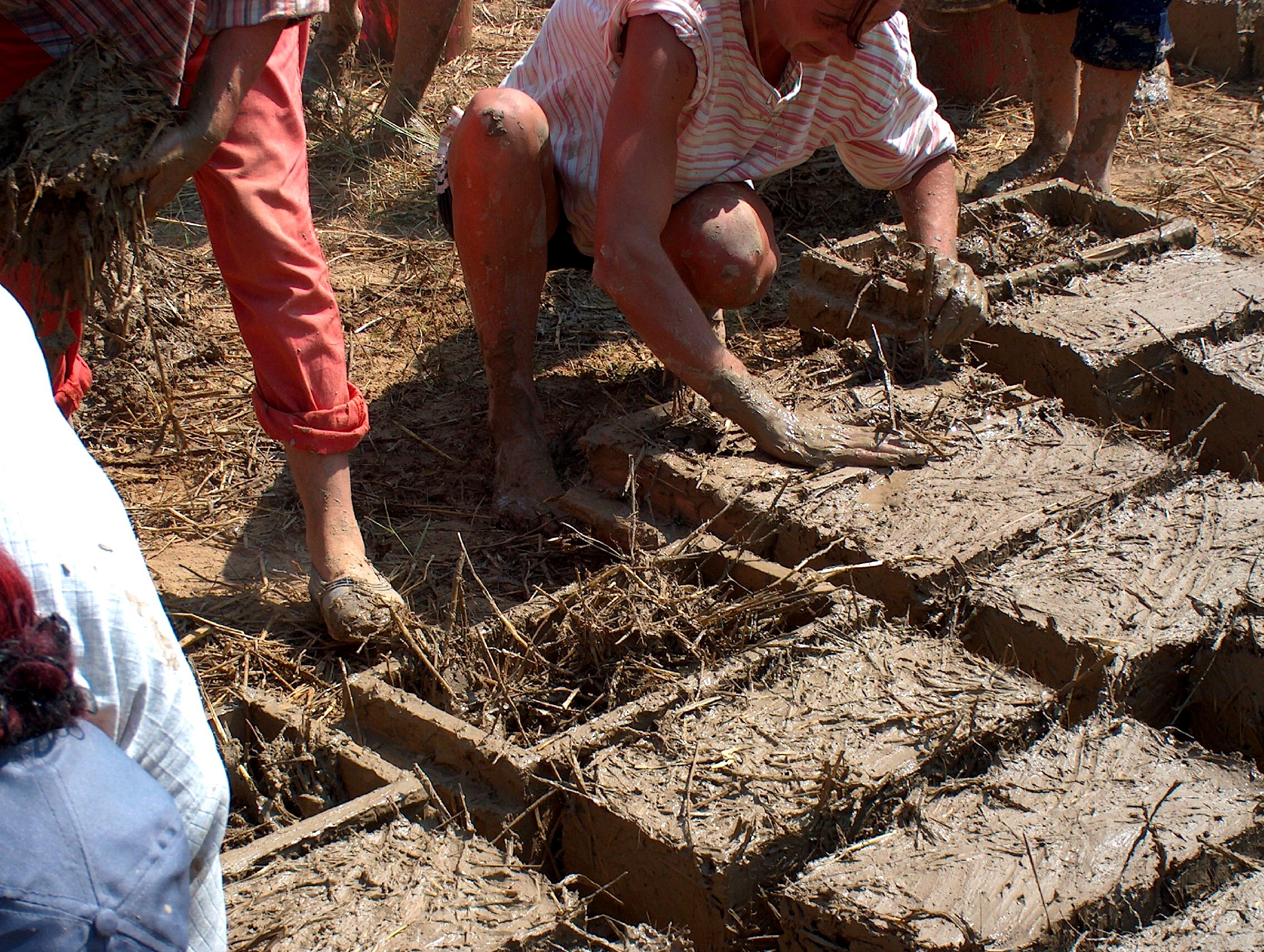
Vályogtégla készítése (Duna-delta, Románia)

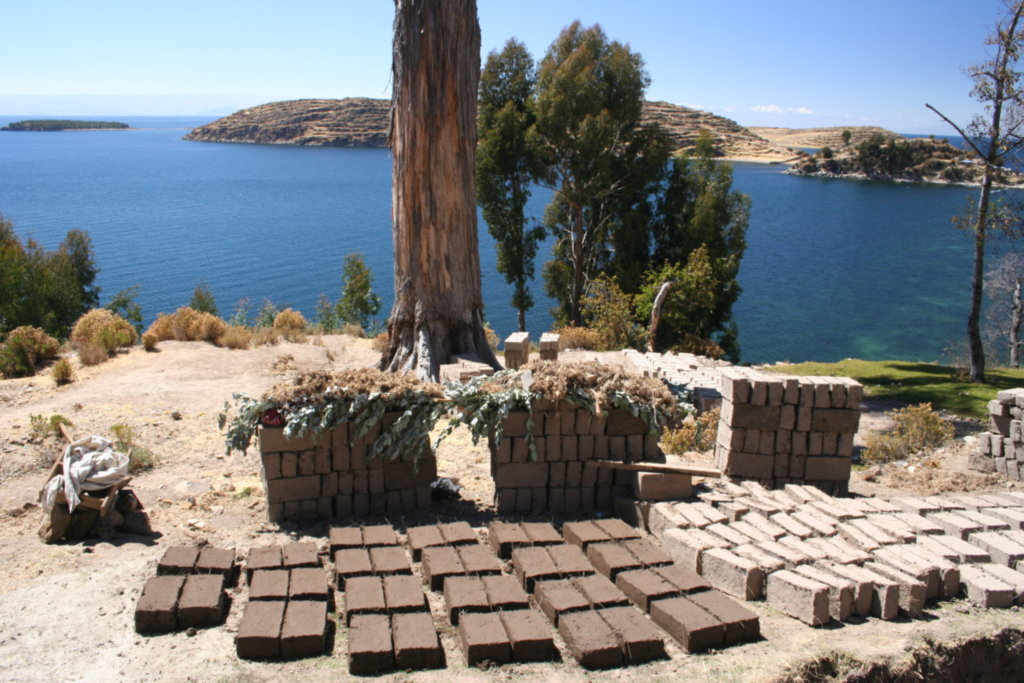
Vályogtégla szárítása a Titicaca-tó partján (Bolívia)

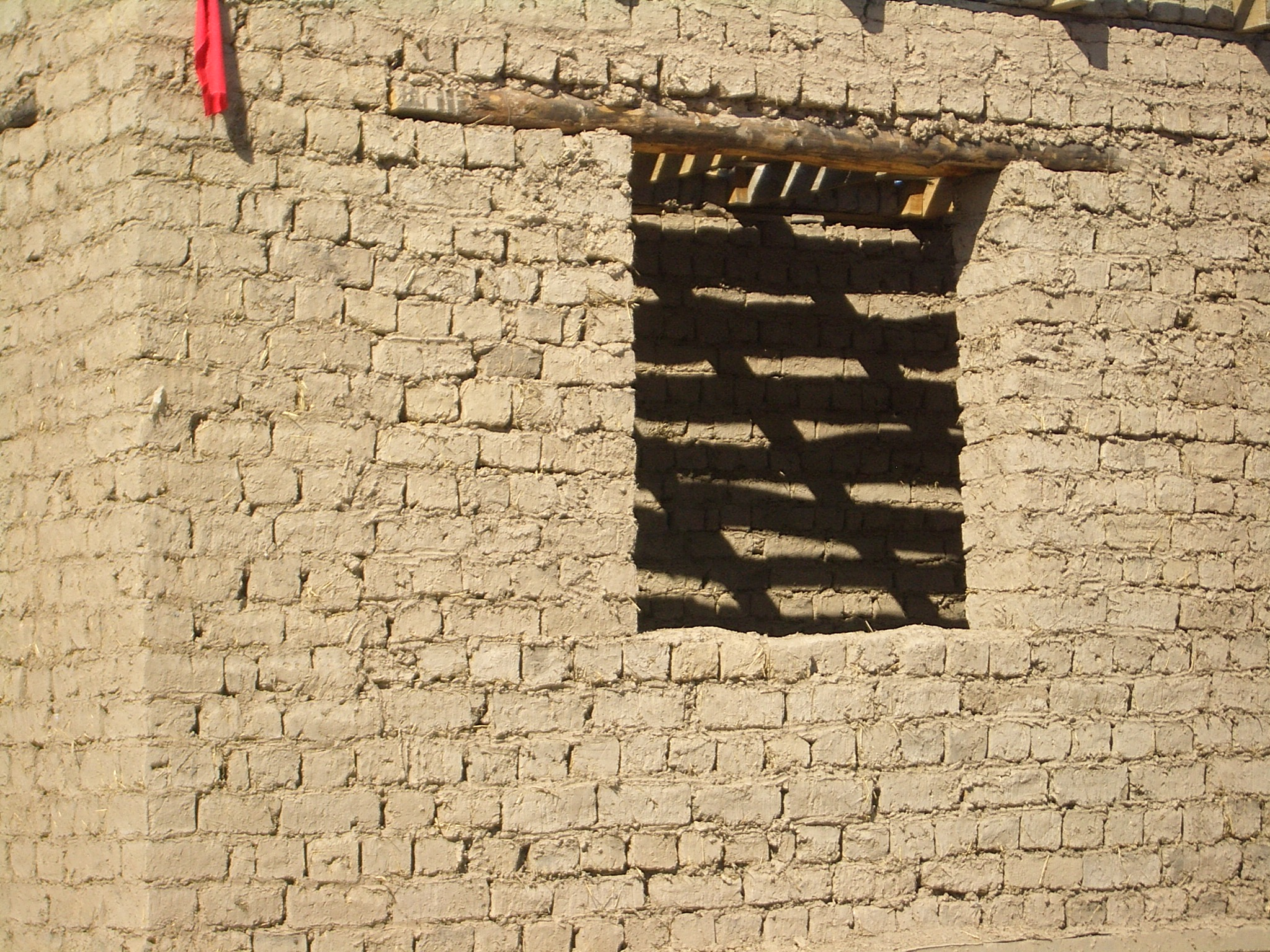
Építés alatt álló vályogház fala (Kirgizisztán)

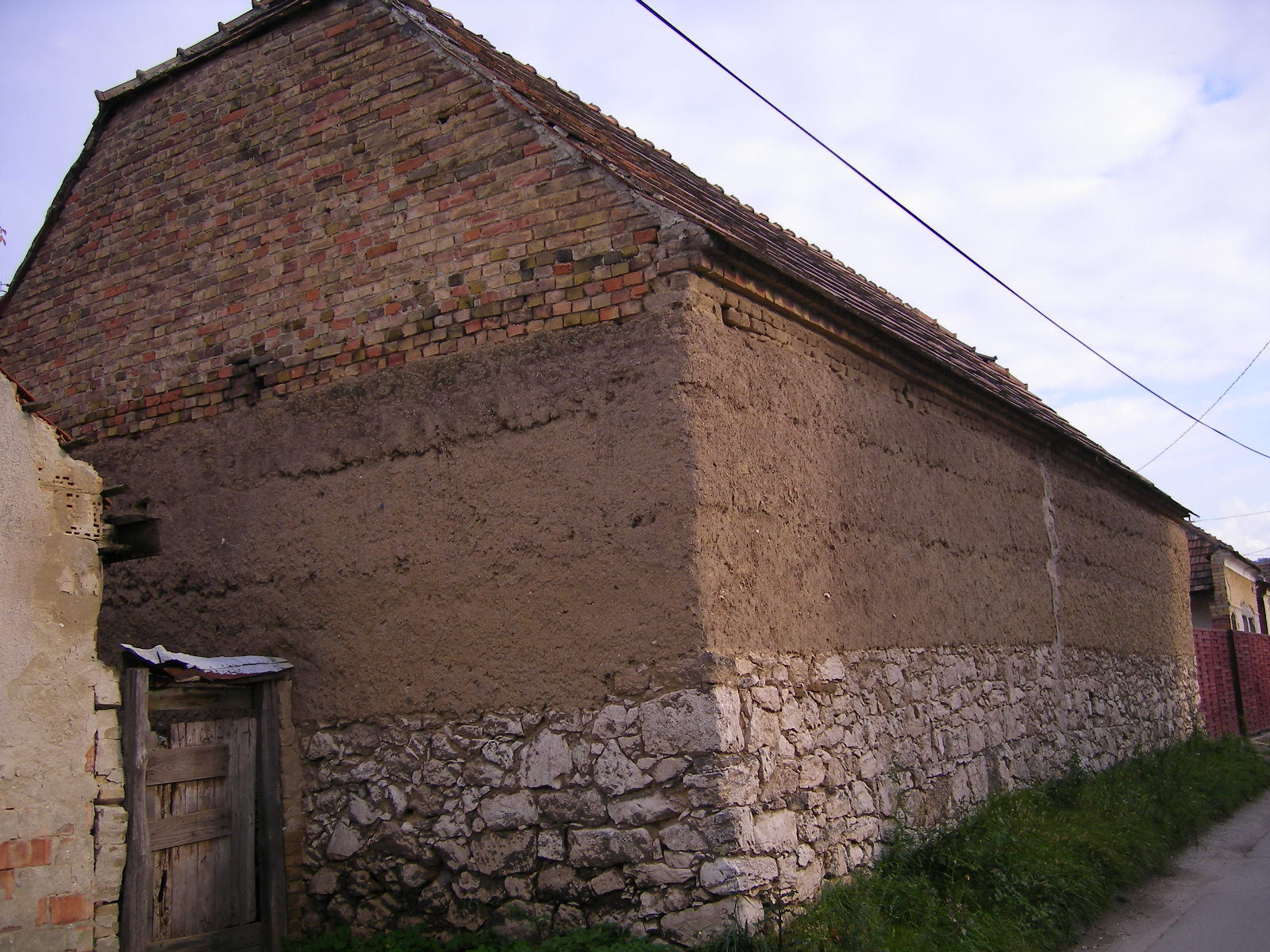
Mészkő, vályog és tégla egy épületben, Neszmély, Magyarország (2008)

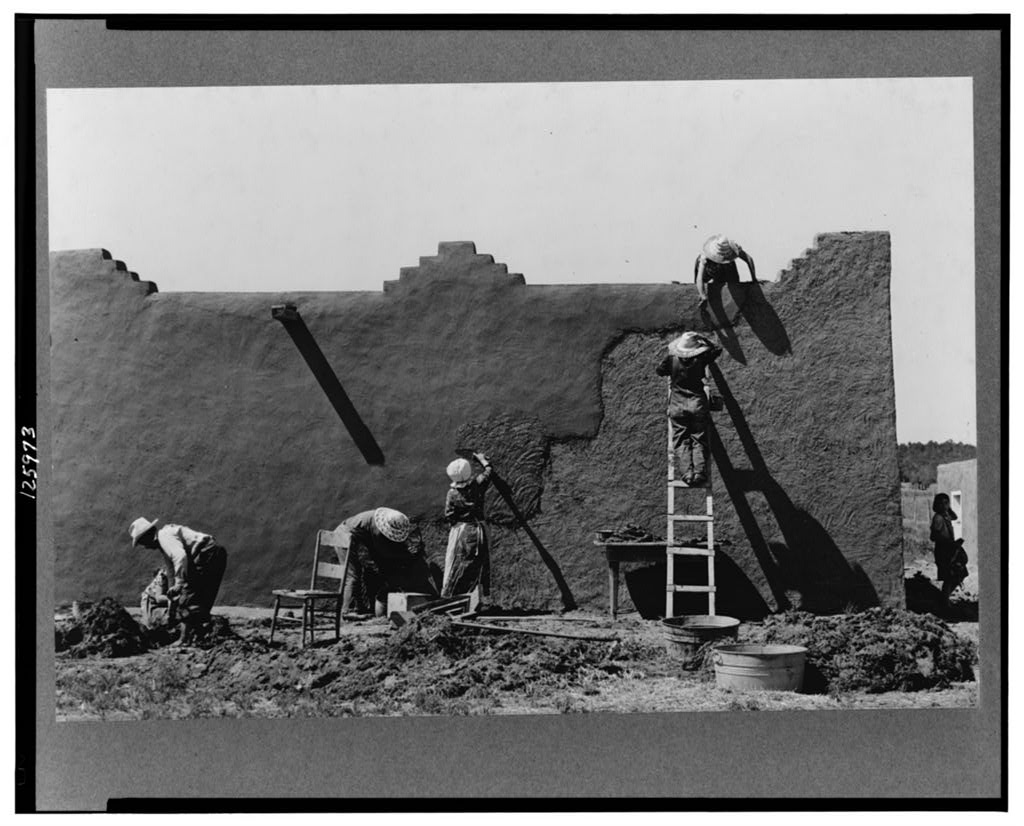
Vályogtéglából épült fal vakolása vályoggal (Új-Mexikó)

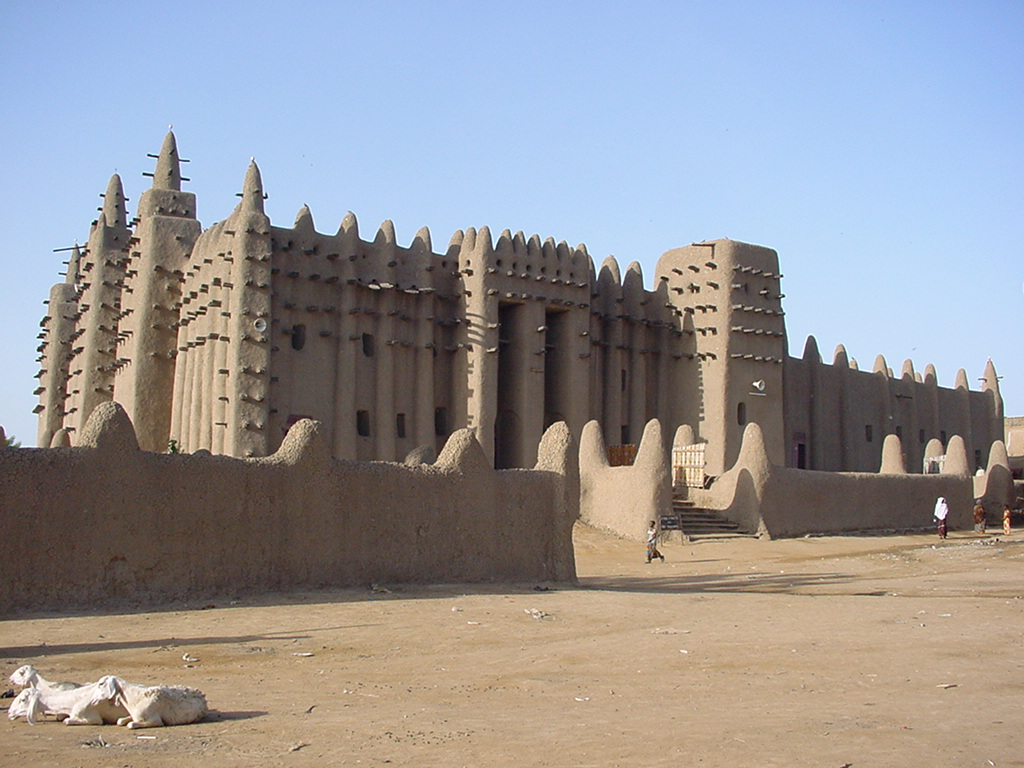
A Dzsennéi nagymecset, a világ legnagyobb vályogépülete (Mali)

A vályogépítkezés az építkezés olyan módja, amelynek meghatározó építőanyaga a vályogból és valamilyen rostos anyagból álló keverék, amelyet szintén vályognak neveznek. A vályogot leggyakrabban vályogtégla és vályogvakolat formájában használják fel. Ismert még a nádszövet közé döngölt vályogfal is. A vályog az emberiség egyik legrégebben használt építőanyaga. A nyugati keresztény európai országokkal szemben – ahol a kezdetektől fogva elterjedését a kő- és téglaépítkezés nagymértékű elterjedtsége gátolta – a vályog ősi és domináns építőanyagnak számított Fekete Afrikában, Dél-Amerikában, a Balkánon, Indiában, a távol-keleti országokban, a keleti szláv népeknél és az arab világban. 
A „vályog” szavunk keleti szláv eredetű, első említése 1693-ból való. A vályog építésű házak magyarországi megjelenése és széleskörű elterjedése viszonylag későn, a 19. századtól datálható, főként olyan helyeken (Alföldön és a Kisalföldön), ahol a környéken kevés vagy ritka volt az addig tradicionális és kizárólagos építőanyagnak számító faanyag és kő.

## A vályog összetétele és előállítása
Az építéshez felhasznált kevert vályognak két fő összetevője van: egyrészt szemcsés ásványi adalékból, másrészt rostos növényi adalékból áll. A vályog készítésének folyamata a vályogvetés.
A szemcsés összetevő lehet természetes előfordulású vályog, amely vályogos talajból bányászható, valamint lehet agyag és homok meghatározott arányú, mesterséges keveréke.  A természetes vályog, meghatározása szerint olyan finomföld, amely szemcseméret-összetétel szerint nagyjából ugyanakkora mennyiségben tartalmaz agyagot, iszapot és homokot, tehát ez nem azonos az építéshez használt vályog fogalmával.
A rostos összetevő szinte bármilyen nehezen bomló növényi rost lehet, leggyakrabban szalma, pelyva, törek, forgács vagy növényevő trágyája.

## Vályogtégla
A vályogtégla készítése során a nedves, képlékeny vályogot formába öntik, majd kiszárítják. A túl gyors száradás a téglák megrepedését okozhatja, így a napon való szárítás helyett az árnyékban történő szárítás előnyösebb. A vályogtéglákat nem égetik ki.

## Vályogvakolat
A vályogvakolat vályogból készült anyag, melyet épületek felületeinek külső- és belső vakolására használnak. A vályogvakolatok felhasználása a legrégebbi építési technikák közé tartozik, mivel az anyag szinte mindenütt előfordul, egyszerű és gazdaságos a kivitelezése. Mint természetes építőanyagot, mely sok pozitív tulajdonsággal rendelkezik, fedezték fel újra a 20. század végén az építőmesterek, és kezdik napjainkban ismét felfedezni.
A vályogvakolatok rétegvastagságtól, felhasználási területtől, és a kivitelezésre használt eszköztől függően különböző csoportokba sorolhatók:
- Agyagvakolatok: Az anyagvastagság 1–30 mm közötti lehet. Mind kézzel, mind géppel felhordható. Az egyedüli olyan vályogvakolat, amely egyrétegű felhordást tesz lehetővé, mivel a vakolat egyben alap- és fedővakolat is. Az egyrétegű felhordhatóságnak köszönhetően a kivitelezési idő nagyban lerövidül.
- Alapvakolatok: A speciális agyag alapvakolatot 7–10 mm vastagságban vakológéppel, vagy kézzel hordják fel, melyet ezt követően egy falsimító eszközzel lehúznak, és igény szerint strukturálják a felületet.
- Befejező vakolatok: A befejező felületkezelő anyagokat 1–2 mm vastagságban kézzel hordják fel, mint „dekor” vakolatot. A befejező vakolatok természetes festékpigmentekkel különböző színekben hordhatók fel.

Az agyagvakolatok az ausztriai, puchenaui Bautechnisches Institut vizsgálatai szerint 100 g/m2 nedvességet képesek felvenni, míg a vályogvakolatok 30-60 g/m2 között.

## Vályogépítkezés Magyarországon
A ma készülő vályogházak már több-kevesebb égetett tégla felhasználásával készülnek. A vályogtégla kedvező páratechnikai tulajdonsága és főleg olcsósága (helyi anyagból készíthető, és csak munkaerőt igényel) miatt, egyes vidékeken ma is használt építőanyag. Égetett téglát általában azért vásárolnak hozzá, hogy csapadéknak ellenállóbb lábazati részt alakíthassanak ki. Használatos volt és ma is itt-ott látni, az 1 vályog és 1 tégla (függőleges értelemben) falazási megoldást, ez alkalmassá teszi a külső-belső mészhabarcs (mész, homok, víz), illetve javított mészhabarcs (cement hozzáadása), vagy a boltokban por alakban készen kapható („uniputz”) vakolóanyagok használatát.
A téglabetét nélküli vályogfalat, dróthálóval (rabicháló) vonják be, ha mészhabarcs vakoláshoz akarják azt előkészíteni. Sározásnál (tapasztásnál) – amely megoldás a vályogházak eredeti vakolatképző megoldása – rabicolás nincsen. Tapasztás, vakolás után meszeléssel teszik víznek ellenállóbbá és esztétikusabbá a fal felületét.
A vályogból készült épületek tetőszerkezetének (födém) kialakításában is szerepet kap. A födémgerendák között, olyan léceket (vitlifa), helyeznek el, amelyeket vályoggal vontak be. A vitlifák fölötti rést, a gerendák felső széléig, földdel feltöltik, majd a padlástér egészét ledeszkázzák. A vitlifák alját sározással, vagy nádszövettel (stukatúrnád) egysíkúvá teszik, bevonják, és meszelik. (oltott meszet, vízzel hígítva átfestik).
Magyarországon a legutóbbi népszámlálás adatai szerint több mint 700 ezer család él vályogházban, földfalú házban. A közfelfogás ennek az építőanyagnak a használatát – szemben a kő- illetve téglaházakkal – szegényesnek ítéli. Ennek ellenére vannak, akik még ma is látják a potenciált ebben a technológiában, és kortárs bővítésekkel építenek családi házakat.

## Külföldön
- Több külföldi országban használnak vályogtéglát építőanyagként; napjainkban újra reneszánszát éli.
- Közép-Amerikában és az Amerikai Egyesült Államok déli részén, különösen Új-Mexikóban az adobe népszerű, stílusos építőanyagnak számít. Nemcsak lakóházak, akár templomok is készülnek belőle (például San Felipe de Neri, Albuquerque, Új-Mexikó).